# Калин, Данила Игоревич
Дани́ла И́горевич Ка́лин (род. 29 июня 2002) — российский футболист, защитник ивановского «Текстильщика».

## Биография
Начиная с 2019 года участвовал в играх за подмосковную команду «Химки-М». Дебютировал 16 июля 2019 года в матче 1-го тура второй лиги России против «Химик-Арсенала» (2:1), выйдя в самой концовке встречи вместо Данилы Казанцева.
В сезоне 2020/21 по большей части выступал за молодёжный состав «Химок». Дебютировал за них 11 июля 2020 года в матче 1-го тура молодёжного первенства против «Урала» (1:2), выйдя на 84-й минуте. Свой первый мяч забил 3 апреля 2021 года в матче 19-го тура против тульского «Арсенала» (3:2), отличившись на 39-й минуте. По итогам сезона 2020/21 в МФЛ провёл 21 матч и забил 1 мяч, а в ПФЛ сыграл лишь 2 матча.
В сезоне 2021/22 стал основным игроком фарм-клуба «Химки-М». Свой первый мяч забил с пенальти 21 августа 2021 года в матче против команды «Металлург-Видное» (4:3), отличившись на 3-й минуте. По итогам сезона 2021/22 в ФНЛ-2 сыграл 24 матча и забил 3 мяча (ещё два были забиты раменскому «Сатурну» (2:2) и «СКА-Хабаровску-2» (1:0)).
В сезоне 2022/23 продолжил играть одну из основным ролей в «Химках-М», проведя на поле 24 матча. 3 июня 2023 года дебютировал в чемпионате России против «Пари Нижнего Новгорода» (0:2), выйдя на 60-й минуте встречи вместо Артура Чёрного.
11 июля 2023 года было объявлено, что на правах свободного агента перешёл в ногинский клуб «Знамя». 22 июля дебютировал за него в матче 1-го тура второй лиги (дивизион «Б») против «Композита» (2:3), проведя на поле все 90 минут. Вскоре молодой защитник перебрался в ивановский «Текстильщик» из «серебряной группы» второй лиги. Дебютировал за команду 22 августа в домашнем матче Кубка России против медиафутбольного «Амкала», в котором «красно-чёрные» одержали победу в серии пенальти (0:0, 4:3). В своей первой игре в первенстве отметился забитым голом в ворота «Форте» из Таганрога (4:1).

## Клубная статистика
| Выступление           | Выступление      | Выступление      | Лига | Лига | Кубки | Кубки | Итого | Итого |
| Клуб                  | Лига             | Сезон            | Игры | Голы | Игры  | Голы  | Игры  | Голы  |
| --------------------- | ---------------- | ---------------- | ---- | ---- | ----- | ----- | ----- | ----- |
| Химки                 | Премьер-лига     | 2022/23          | 1    | 0    | —     | —     | 1     | 0     |
| Химки                 | Итого            | Итого            | 1    | 0    | —     | —     | 1     | 0     |
| → Химки-М             | Вторая лига      | 2019/20          | 4    | 0    | —     | —     | 4     | 0     |
| → Химки-М             | Вторая лига      | 2020/21          | 2    | 0    | —     | —     | 2     | 0     |
| → Химки-М             | Вторая лига      | 2021/22          | 24   | 3    | —     | —     | 24    | 3     |
| → Химки-М             | Вторая лига      | 2022/23          | 24   | 0    | —     | —     | 24    | 0     |
| → Химки-М             | Итого            | Итого            | 54   | 3    | —     | —     | 54    | 3     |
| Знамя                 | Вторая лига      | 2023             | 2    | 0    | 1     | 0     | 3     | 0     |
| Знамя                 | Итого            | Итого            | 2    | 0    | 1     | 0     | 3     | 0     |
| Текстильщик (Иваново) | Вторая лига      | 2023/24          | 2    | 1    | 1     | 0     | 3     | 1     |
| Текстильщик (Иваново) | Итого            | Итого            | 2    | 1    | 1     | 0     | 3     | 1     |
| Всего за карьеру      | Всего за карьеру | Всего за карьеру | 59   | 4    | 2     | 0     | 61    | 4     |